# Завоевание 1453
«Завоевание 1453» (тур. Fetih 1453) — выпущенный в 2012 году турецкий исторический эпический фильм, посвящённый османскому завоеванию Константинополя в 1453 году.

## Сюжет
Фильм начинается со сцены, происходящей в VII веке, в Медине, во времена жизни пророка Мухаммеда (627 год): Абу Айюб аль-Ансари говорит прочим сахаба, что тот, кто завоюет Константинополь, будет величайшим из полководцев.
Основное действие фильма происходит в XV веке. Мехмед II взошёл на престол, когда ему было всего 12 лет, но два года спустя на трон вернулся его отец Мурад II. После смерти отца Мехмед II вновь становится султаном, и его основной целью становится завоевание Константинополя. Чтобы подготовиться к этому, он стремится установить мир с прочими государствами. Тем временем византийский император Константин XI Палеолог, стремясь расстроить его планы, использует угрозу освобождения содержащегося у него в плену принца Орхана — троюродного брата Мехмеда и претендента на османский трон. Преодолев многочисленные препятствия, Мехмед II собирает армию и осаждает Константинополь. Осада проходит трудно, османские войска несут большие потери, но однажды ночью султану является во сне Абу Айюб аль-Ансари. Вдохновлённый вещим сном, султан разыскивает могилу Абу Айюба в окрестностях Константинополя и, найдя там меч сподвижника Пророка, разрабатывает план штурма Константинополя. Османы перетаскивают по суше флот в бухту Золотой Рог и проламывают городские стены со стороны берега, где они не столь сильны.

## В ролях
- Деврим Эвин — султан Мехмед II
- Ибрахим Челиккол — турецкий воин Улубатлы Хасан
- Дилек Сербест — Эра, приёмная дочь инженера Урбана
- Реджеп Актуг — византийский император Константин XI Палеолог
- Дженгиз Джошкун — генуэзский кондотьер Джованни Джустиниани
- Эрден Алкан — великий визирь Чандарлы Халиль-паша
- Наджи Адыгюзель — византийский великий дука Лука Нотарас
- Эрдоган Айдемир — венгерский военный инженер Урбан
- Илькер Курт — султан Мурад II
- Седат Мерт — визирь Заганос
- Раиф Хикмет Чам — наставник Акшемседдин
- Намык Кемаль Игиттюрк — мулла Хюсрев
- Онер Ас — мулла Гюрани
- Мустафа Атилла Кунт — визирь Сахабеттин-паша
- Озкан Алишер — визирь Саруджа-паша
- Мурат Сезал — военачальник Иса-паша
- Фаик Аксой — военачальник Караджа-паша
- Хюсейин Сантур — адмирал Балтаоглу Сюлейман
- Али Рыза Сойдан — римский папа Николай V
- Али Эрсин Енар — генуэзский дож Пьетро Фрегосо
- Иззет Чивриль — кардинал Исидор
- Аднан Кюркчу — Геннадий Схоларий
- Шахика Колдемир — жена Мехмеда Эмине Гюльбахар-хатун